# Klávesa Menu

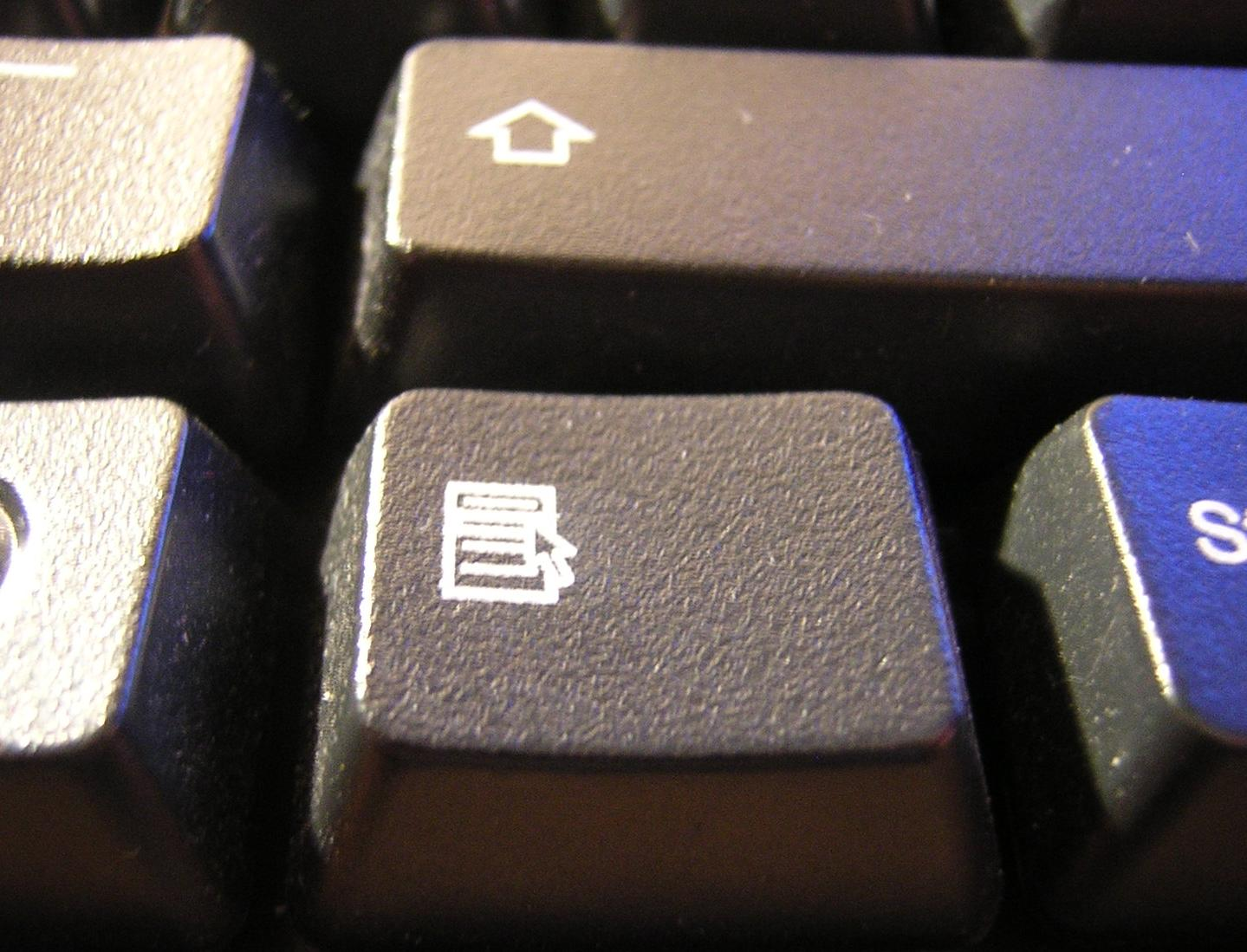
Klávesa Menu

Klávesa Menu je přítomna na některých klávesnicích (obvykle těch, které mají i klávesu Windows). Slouží k vyvolání kontextové nabídky, může tedy suplovat stisk sekundárního tlačítka myši.
Chybí-li tato klávesa, je často možné ji nahradit kombinací ⇧ Shift+F10.